# 富立世紀D.C
22°59′50″N 120°11′19″E / 22.9973078°N 120.1886447°E
富立世紀D.C.是位於臺灣臺南市安平運河北岸的高層集合住宅大樓社區，位於民生路二段與臨安路口，該社區為2000年代初期臺南罕見的高價位集合住宅。富立世紀D.C.坐落於臺南老城區西側，緊鄰運河公園綠地，建築面向安平運河，華麗的建築外型以及鶴立雞群的獨特高度使其成為臺南市區知名的城市地標。

## 建築
富立世紀DC大樓的每一戶都有兩個以上的出入口，若發生火災，可從後門避難。建築曾獲得中華民國建築金質獎1999年住宅商業大樓高層組，以及2006年府城建築獎集合式大樓類。1999年獲選為臺南十大知名建築。與鄰近的富邦台南金融中心、新光人壽臺南運河大樓構成安平運河北岸壯麗的建築天際線。